# Izvoarele (Felsőgirda község)
Izvoarele (románul: Izvoarele) falu Romániában, Erdélyben, Fehér megyében.

## Fekvése
Felsőgirda mellett fekvő település.

## Története
Izvoarele az Erdélyi szigethegységre jellemző elszórtan fekvő, pár házból álló települések egyike, mely korábban Felsőgirda része volt, mely csak 1956 körül vált külön településsé 29 lakossal.
1966-ban 102 lakosa volt, melyből 96 román, 6 magyar volt. 1977-ben 105, 1992-ben 69, 2002-ben 60 román lakosa volt.